# Archidiskodon
Archidiskodon is een voormalig geslacht van uitgestorven olifanten, waarvan de soorten nu grotendeels tot de geslachten mammoeten (Mammuthus) en Elephas worden gerekend. Soorten die door verschillende auteurs op verschillende momenten ertoe werden gerekend staan in de onderstaande tabel. Een aantal hiervan zijn synoniemen van elkaar of werden later samengevoegd onder 1 naam.
| voormalige soortnaam                                              | nu                                                                           |
| ----------------------------------------------------------------- | ---------------------------------------------------------------------------- |
| A. celebensis                                                     | Stegoloxodon celebensis                                                      |
| A. exilis                                                         | Mammuthus exilis                                                             |
| A. haroldcooki                                                    | Mammuthus meridionalis                                                       |
| A. hayi                                                           | Mammuthus meridionalis                                                       |
| A. imperator - A. i. falconeri - A. i. maibeni - A. i. silvestris | Mammuthus imperator - M. i. falconeri - Mammuthus columbi - M. i. silvestris |
| A. meridionalis - A. m. rumanus - A. m. vestinus                  | Mammuthus meridionalis - Mammuthus rumanus - M. m. vestinus                  |
| A. nebrascensis                                                   | Mammuthus meridionalis                                                       |
| A. recki                                                          | Elephas recki                                                                |
| A. planifrons                                                     | Elephas planifrons                                                           |
| A. scotti                                                         | Mammuthus meridionalis                                                       |
| A. sonoriensis                                                    | Mammuthus imperator                                                          |
| A. weifangensis                                                   | Mammuthus weifangensis                                                       |